# Kartchner Caverns State Park
Der Kartchner Caverns State Park ist ein State Park im US-Bundesstaat Arizona. Er liegt 14 km südlich des Ortes Benson beziehungsweise rund 90 km südöstlich der Stadt Tucson und gilt als „Kronjuwel“ unter den State Parks von Arizona.
Der Park schließt den Großteil einer paläozoischen Felsformation und die darin befindlichen Höhlen auf der östlichen Flanke der Whetstone Mountains im Coronado National Forest ein. Die Höhlen selbst liegen im Kalkstein und enthalten beeindruckende Tropfsteine und andere Speläotheme, die teilweise seit über 50.000 Jahren im Wachstum begriffen sind.

## Geschichte
Die Höhlen waren bis zu ihrer Entdeckung im Jahre 1974 offenbar unbekannt. Damals hatten die beiden Amateur-Höhlenwanderer Randy Tufts und Gary Tenen einen schmalen Spalt auf dem Grund einer Doline gefunden und waren einem Strom warmer, feuchter Luft gefolgt. Sie entdeckten so ein mehr als drei km langes System von unberührten Höhlen. Um die Höhlen vor Vandalismus zu schützen, hielten die beiden den Fundort vierzehn Jahre lang geheim und sprachen nur mit dem Codewort Xanadu, dem Namen einer unterirdischen Stadt aus dem Gedicht „Kubla Khan“ von Samuel Taylor Coleridge, über die Höhle. Kubla Khan ist in diesem Gedicht der Herrscher einer unterirdischen Stadt, daher wurde die höchste Formation im „Throne Room“ von den Forschern ebenfalls „Kubla Khan“ getauft. Sie kamen zu dem Schluss, der beste Weg, die nahe einer Autobahn gelegenen Höhlen zu erhalten wäre, sie zu einer Schauhöhle auszubauen.
Nachdem sie sich die Unterstützung der Familie Kartchner, den Landbesitzern, gesichert hatten und mit ihnen zehn Jahre lang zusammengearbeitet hatten, erkannten sie schließlich, dass der beste Weg, die Höhlen dauerhaft zu bewahren wäre, sich an die Arizona State Parks zu wenden. Um die genaue Lage der Höhlen bis zuletzt geheim zu halten, führten Tufts und Tenen selbst die Vertreter der State Parks mit verbundenen Augen dorthin, als sie ihnen die Höhlen vorstellten. 1985 besichtigte Bruce Babbitt, der damalige Gouverneur von Arizona, die Höhlen, wobei er sich drei Stunden lang durch enge Gänge zwängen musste, bevor er die späteren Schauhöhlen – darunter der Big Room und Echo- und Cul-de-sac-Passagen – erreichte. Die Entdeckung der Höhlen wurde schließlich im Jahr 1988 der Öffentlichkeit bekanntgegeben, als die Grundbesitzer das Areal an den Bundesstaat verkauften, damit es in den späteren State Park mit Schauhöhle umgewandelt werden konnte. Die Geschichte der Entdeckung der Kartchner Caverns zeichnet der Autor Neil Miller in seinem gleichnamigen Buch nach.
Der Staat Arizona investierte insgesamt 28 Millionen US-Dollar, um ein System von luftdichten Türen, Luftbefeuchtern und anderen technischen Einrichtungen zu installieren, die den Erhalt der Höhlen sicherstellen sollen. Die Kartchner Caverns wurden 1999 für die Öffentlichkeit eröffnet.

## Besucherzahlen
Die Höhlen erwiesen sich als sehr populär und hatten in den ersten drei Jahren über 750.000 Besucher. Das ist mehr als doppelt so viel, wie im Masterplan des Parks von 1992 vorgesehen war.

## Zugängliche und nichtöffentliche Bereiche
Die beiden Hauptattraktionen im öffentlichen Bereich der Kartchner Caverns sind der Throne Room (= Thronsaal) und der Big Room (= Großer Saal). Der Throne Room enthält einen der weltweit längsten Stalaktiten in Form eines „soda straw“ (= „Trinkhalm“) mit einer Länge von 6,5 m sowie eine 18 m hohe, Kubla Khan genannte Säule. Im Big Room befinden sich die umfangreichsten Mondmilchablagerungen der Welt. Der Big Room ist nur vom 15. Oktober bis zum 15. April jedes Jahres zugänglich, da er in den restlichen Monaten als Nistplatz für über 1.000 Glattnasenfledermäuse dient.
Des Weiteren gehören die Mud Flats, der Rotunda Room, der Strawberry Room, und die Cul-de-sac Passage zu den öffentlich zugänglichen Bereichen der Höhlen.
Darüber hinaus gibt es noch zahlreiche Bereiche des Höhlensystems, das bisher nicht für Besucher zugänglich gemacht wurde. Dazu gehören unter anderem der Thunder Room, der Grand Canyon, der Subway Tunnel, die Mushroom Passage, die Pirate's Den, die Granite Dells und die Echo Passage.